# ペリオイコイ
ペリオイコイ(Perioikoi, or Perioici, ギリシア語: περί — 「周囲の」、 ギリシア語: οἶκος — 「家、住居」）は、古代ギリシアのスパルタ領域に住む人々のうち、自由ではあるがスパルタ市民とは認められなかった者たちの集団。特にラコニアの海岸付近と高山に居住した。他の集団と異なり、特別な許可なくして自由に移住することができ、専門的な職業を選択する自由も有していた。ペリオイコイという呼称は、ギリシアの他の地方においてもほぼ同様の意味で用いられるようになっていった。

## 起源
ドーリア人の侵入の後、谷に居住していたアカイア人はヘイロタイとなり、山にいたものはペリオイコイとなったというのが伝統的に通説となっている。これとは別の見方によると、ペリオイコイの居住はスパルタ人による植民の特殊な形態であり、これはローマ人の入植と比較しうる。

## 身分
ペリオイコイはスパルタ領内に住んではいたが、市民身分では無く、当然に参政権も有していなかった。また、居住地は当然のようにスパルタの支配下にある一方、スパルタとは軍事同盟関係にあるという二重性もあった。おそらくこの起源は、ドーリア人によるラコニア征服の際、ペリオイコイの先祖がドーリア人との間に条約を取り交わしたことにある。ペリオイコイの居住地は戦略的な要衝として、前衛の役割を演じたとも思われる。
ペリオイコイには、スパルタのための軍務に奉仕する義務が課せられていた。プラタイアの戦いにおいてはスパルタ人とほぼ同数の、約5000人のペリオイコイが重装歩兵として参戦した。ペロポネソス戦争の際には完全自由民の数は減少しており、むしろペリオイコイが軍の中心となった。
経済的な面ではペリオイコイは完全に自由であり、税の徴収以外でスパルタ人がペリオイコイの経済活動を妨げることはなかった。